# اچ‌ام‌اس یولیر
اچ‌ام‌اس یولیر (به انگلیسی: HMS Iolaire) یک کشتی بود.